# Paul Coutts
Paul Alexander Coutts (* 22. Juli 1988 in Aberdeen) ist ein schottischer Fußballspieler, der seit Sommer 2023 beim schottischen Fünftligisten Inverurie Loco Works F.C. unter Vertrag steht.

## Karriere

### Cove Rangers und Peterborough United
Der aus der Jugendakademie des FC Aberdeen stammende Paul Coutts spielte bis 2008 für den schottischen Amateurverein Cove Rangers, ehe er am 1. Juli 2008 zum englischen Drittligisten Peterborough United wechselte. Coutts (37 Ligaspiele) avancierte in der Football League One 2008/09 schnell zum Stammspieler und erreichte mit dem von Darren Ferguson trainierten Team als Tabellenzweiter den Aufstieg in die zweite Liga. Die Spielzeit in der Football League Championship 2009/10 verbrachte er bis zu seinem vorzeitigen Vereinswechsel im Abstiegskampf.

### Preston North End und Derby County
Am 1. Februar 2010 wurde Coutts vom englischen Zweitligisten Preston North End verpflichtet. Preston hatte einen Monat zuvor den am 29. November 2009 in Peterborough entlassenen Darren Ferguson als neuen Trainer verpflichtet. Nach dem am Saisonende erreichten Klassenerhalt, stieg Paul Coutts (23 Ligaspiele/1 Tor) 2010/11 mit seinem Team als Drittletzter in die Football League One ab. In der Saison 2011/12 verpasste der Verein den Wiederaufstieg deutlich.
Am 14. Juli 2012 wechselte Coutts zum englischen Zweitligisten Derby County und unterzeichnete einen Dreijahresvertrag. Mitte Januar 2015 wechselte er zu Sheffield United in der Football League One, der dritthöchsten englischen Liga. Im Rest der Saison kam er auf 22 von 24 möglichen Ligaspielen. In der nächsten Saison waren es 32 von 46 Ligaspielen sowie vier Pokalspiele.
Die Saison endete mit dem Aufstieg in EFL Championship. Dort spielte er in der Saison 2016/17 in 43 von 46 Ligaspielen, in denen er zwei Tore schoss, sowie vier Pokalspielen mit zwei Toren. In der nächsten Saison waren es 16 von 46 Ligaspielen mit einem Tor und einem Spiel im Ligapokal. Ab Mitte November 2017 wurde er nicht mehr eingesetzt. In der Saison 2018/19, in der Sheffield in die Premier League aufgestiegen war, kam Coutts auf 13 von 46 Ligaspielen und einem Pokalspiel.
Anfang Juli 2019 wechselte er zu Fleetwood Town in der EFL League One, bei dem er einen Vertrag mit einer Laufzeit von zwei Jahren unterschrieb. Hier kam er zu 34 von 37 möglichen Ligaspielen, in denen er ein Tor schoss. D, füabei wurde die Saison infolge der COVID-19-Pandemie abgebrochen, dann aber im Sommer bei sinkenden Fallzahlen die Play-off-Spiele durchgeführt. Dazu kamen vier Pokalspiele mit einem Tor und ein Spiel im Ligapokal. In der nächsten Saison waren es 20 von 21 möglichen Ligaspielen, fünf Pokalspiele und drei Spiele im Ligapokal.
Mitte Januar 2021 wurde er bis zum Ende der Saison an Salford City in der EFL League Two, der vierthöchsten englischen Liga, ausgeliehen. Hier kam er auf 19 von 21 möglichen Ligaspielen. Bereits im April 2021 unterschrieb er bei Bristol Rovers einen Vertrag für die nächste Saison. Bristol war zur Saison 2021/22 in die EFL League Two abgestiegen. In der ersten Saison bestritt er 39 von 46 möglichen Ligaspielen sowie vier Pokalspiele mit einem geschossenen Tor. Die Saison endete mit dem Aufstieg in die EFL League One. Dort stand er in der Saison 2022/23 bei 22 von 46 möglichen Ligaspielen sowie drei Pokalspielen auf dem Platz. Ab Anfang März 2023 wurde er nicht mehr eingesetzt.
Zur Saison 2023/24 wechselte er zum Inverurie Loco Works in der Highland Football League, der fünfthöchsten schottischen Liga.